# Austrocercella elevata
Austrocercella elevata är en bäcksländeart som beskrevs av Günther Theischinger 1984. Austrocercella elevata ingår i släktet Austrocercella och familjen Notonemouridae. Inga underarter finns listade i Catalogue of Life.